# 佐束川
佐束川（さづかがわ、英語: Sazuka River）は、静岡県を流れる河川。一級河川に指定されている。

## 概要
静岡県を流れる一級河川である。一級水系である菊川水系に属しており、菊川の右支川にあたる。なお、国土交通大臣より静岡県知事に対して管理が委託されている。また、準用河川に指定されている区域もある。

## 流路
小笠山の丘陵にその源を発しており、具体的には静岡県掛川市の可和地橋を起点とする。菊川の5.8キロメートル地点に合流するが、その合流地点を終点としている。その延長は5580メートルに達する。かつての小笠郡佐束村の村域を北から南に縦断しており、その流路に沿って市街地が形成されている。

## 地形

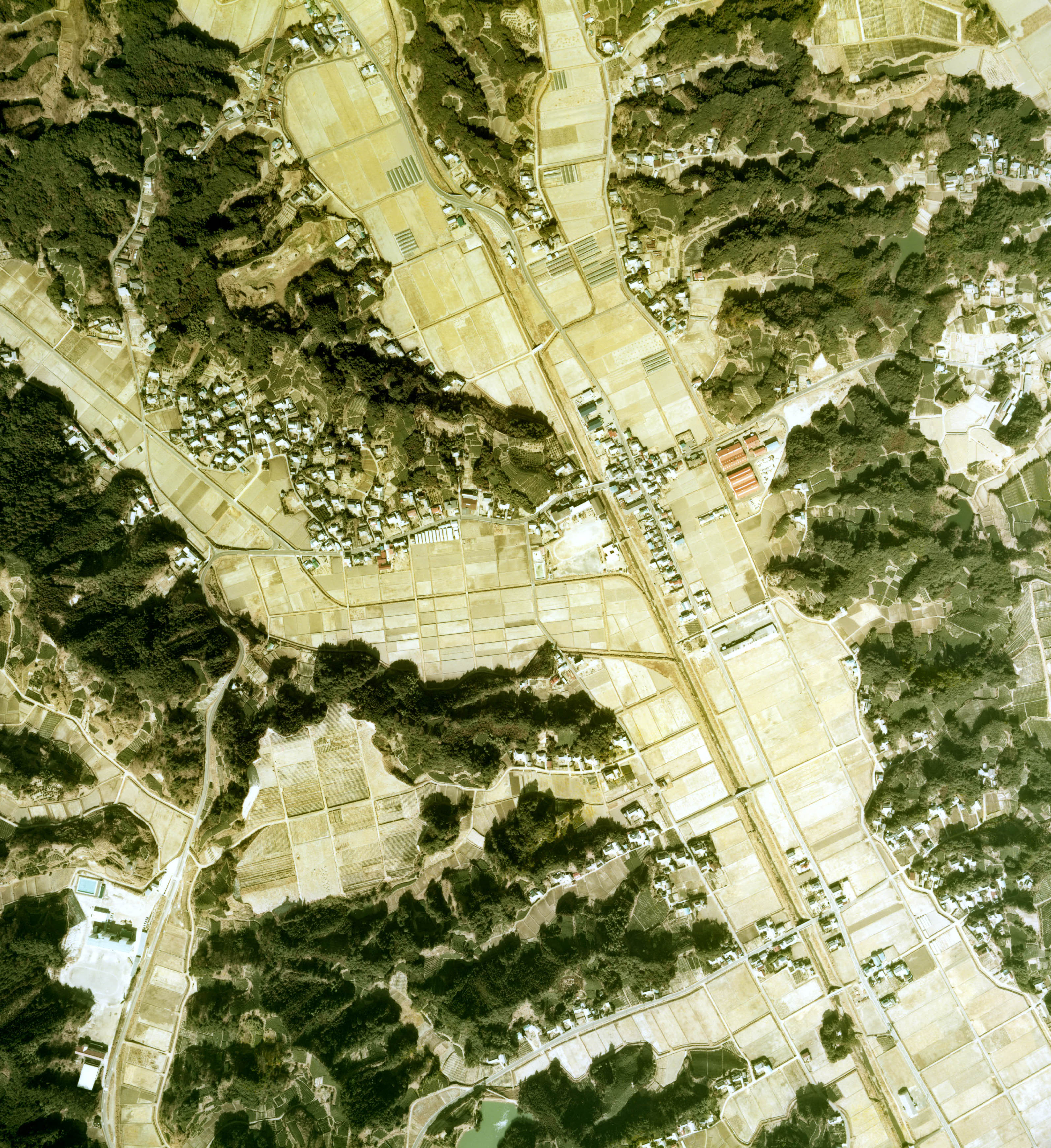
佐束川（上から下へ）と小貫川（左から佐束川に合流）の航空写真（1975年撮影）。佐束川の上中流部（上）は掘り込み形状、下流部（下）は築堤形状を形成している。

小笠山の東に形成された南南東に開く浅い谷底平野を、右支川である小貫川と合流しながら直線的に流下する。上流や中流は掘り込み形状となっているが、下流は築堤形状を形成している。
なお、菊川との合流地点から明僧橋に至るまでの一帯は、菊川の背水の影響を受けるため、2005年度（平成17年度）までに整備が行われた。

## 歴史

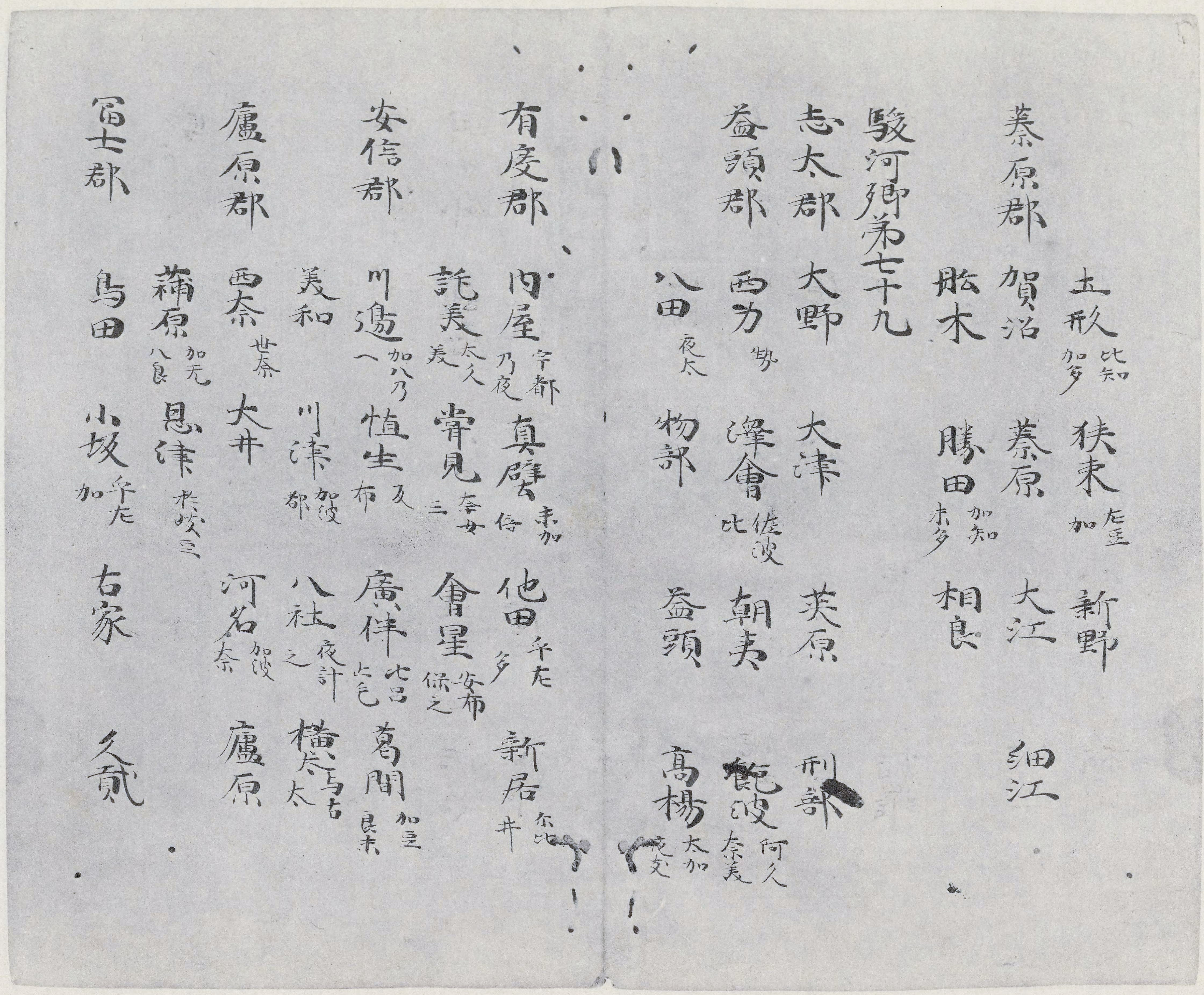
平安時代の『倭名類聚抄』の影印。遠江国城飼郡の郷の一つとして「狭束」と記載されており、和訓は「㔫豆加」となっている

河川名の「佐束」は極めて古い地名であり、かつては「狭束」とも表記された。
奈良時代の文献に「狭束郷」の使用例が見られ、それによれば遠江国城飼郡に属していた11の郷の一つとされていた。「佐束」および「狭束」のいずれの表記も「谷間の流水を集め束ねて流す」という意が込められているとされ、高瀬村や小貫村の狭い佐谷から流れ出た渓流が、中方村で束ねられていく様を表している。
平安時代の『倭名類聚抄』においても、遠江国城飼郡の郷の一つとして「狭束」と記載されている。また、和訓については「㔫豆加」と記されている。
明治時代に入ると、佐束川が流れる高瀬村、小貫村、中方村が合併することになり、1889年（明治22年）に佐束村が設置された。佐束川は佐束村の中央を北から南に貫いており、文字どおり村の中心となっている。

## 流域の自治体
- 静岡県
  - 掛川市[3]
  - 菊川市

## 主な支流
- 小貫川[1]

### 註釈
1. ↑  「さずかがわ」ではなく「さづかがわ」[3]である。